# Іштван Йоош
Іштван Йоош (угор. Joós István; 27 березня 1953, Дьйор) — угорський весляр-байдарочник, виступав за збірну Угорщини від кінця 1970-х до середини 1980-х років. Срібний призер літніх Олімпійських ігор у Москві, срібний і бронзовий призер чемпіонатів світу, володар бронзової медалі міжнародного турніру «Дружба-84», багаторазовий переможець регат національного значення.

## Життєпис
Іштван Йоош народився 27 березня 1953 року в місті Дьйор (медьє Дьйор-Мошон-Шопрон). Активно займатися веслуванням почав у ранньому дитинстві, проходив підготовку в спортивному клубі Rába Egyetértés Torna Osztály.
Першого серйозного успіху на дорослому міжнародному рівні досяг 1977 року, коли побував на чемпіонаті світу в болгарській Софії, звідки привіз срібну нагороду, яку виграв у змаганнях чотиримісних байдарок на дистанції 10 000 метрів. Рік по тому виступив на світовій першості в югославському Белграді, де здобув бронзу в гонці одиночок на десяти тисячах метрів.
Завдяки низці вдалих виступів удостоївся права захищати честь країни на літніх Олімпійських іграх 1980 року в Москві — разом з напарником по команді Іштваном Сабо тут брав участь в гонці байдарок-двійок на кілометр і завоював срібну медаль, поступившись на фініші лише збірній СРСР. Також стартував на кілометрі в одиночках, але в цій дисципліні зумів дійти лише до стадії півфіналів.
1981 року Йоош здобув срібло на чемпіонаті світу в англійському Ноттінгемі, в заліку двомісних байдарок на десяти тисячах метрів. Як член угорської національної збірної 1984 року мав брати участь в Олімпійських іграх в Лос-Анджелесі, проте країни соціалістичного табору з політичних причин бойкотували ці змагання, і замість цього він виступив на альтернативному турнірі «Дружба-84» в Східному Берліні, де теж досяг успіху, зокрема завоював бронзову медаль у програмі четвірок на тисячі метрів, при цьому його партнерами були Жолт Дьюлаї, Андраш Райна і Чаба Абрахам. Невдовзі після цих змагань вирішив завершити кар'єру професійного спортсмена.